# Incapacidade (penologia)
Incapacitação, no contexto da filosofia da sentença, é uma das funções da punição. Envolve pena de morte, enviando o infrator para a prisão ou possivelmente restringindo sua liberdade na comunidade, para proteger a sociedade e impedir que a pessoa cometa novos crimes. O encarceramento, como mecanismo primário de incapacitação, também é usado para tentar impedir futuras infrações.

## Propósito
A incapacitação é usada principalmente para proteger o público de infratores que são vistos como suficientemente perigosos a ponto de precisarem ser afastados da sociedade por um período de tempo, o que geralmente é conseguido enviando o infrator para a prisão (encarceramento). Na maioria dos países, penas de prisão são aplicadas para uma série de crimes diferentes, mas quase certamente serão aplicadas àqueles que cometem agressões graves, assassinatos ou crimes sexuais.
No entanto, o risco que os infratores representam para a sociedade é, em grande parte, uma questão de percepção. Como resultado, a forma como o sistema de justiça de um país trata um delito específico será consideravelmente diferente do nível de sanção imposto para o mesmo crime em outro país. Isso significa que alguns países, como os Estados Unidos, usam o encarceramento para incapacitar infratores em taxas muito mais altas do que outros países. As taxas de encarceramento variam entre mais de 650 reclusos por cem mil habitantes nos Estados Unidos, até à Guiné-Bissau, onde apenas dez pessoas são encarceradas por cem mil.

## Métodos

### Encarceramento
A prisão incapacita os prisioneiros, removendo-os fisicamente da sociedade que eles são considerados culpados de ofensa ou que podem potencialmente colocar em perigo. A prisão de longo prazo com a intenção de incapacitar é frequentemente usada pelos sistemas de justiça criminal contra criminosos habituais que reincidem. Portanto, a incapacitação concentra-se na remoção da capacidade dos infratores de cometerem crimes futuros através da prisão, em vez de se concentrar na reabilitação ou na prevenção. Dentro do próprio sistema prisional, as classificações de segurança dos presos são usadas para classificá-los com base no nível de risco e colocá-los em um ambiente que os incapacite adequadamente de causar problemas.

### Sentenças baseadas na comunidade
O encarceramento não é o único meio de incapacitação; às vezes, a supervisão também pode servir a esse propósito. Embora a liberdade condicional e a liberdade condicional tenham sido justificadas há muito tempo como meios de reintegrar infratores à comunidade, a tendência tem sido que elas sejam cada vez mais percebidas como formas econômicas de impor uma gestão de longo prazo aos perigosos. No sistema federal, a Lei PROTECT, por exemplo, permitiu que a liberdade supervisionada federal vitalícia fosse imposta a criminosos sexuais, com a implicação de que eles nunca seriam reabilitados a um nível de risco comparável ao da população em geral. Do ponto de vista da busca por incapacitar aqueles que representam uma ameaça ao público, se um infrator de alto risco volta para a prisão por uma violação não criminal de suas condições de libertação, isso é, na verdade, um sucesso e não um fracasso, porque ele foi incapacitado antes que pudesse cometer outro crime e ser pego por isso.
Diferentemente da dissuasão, reabilitação ou restituição, a incapacitação não altera nem o infrator nem seu contexto social, mas simplesmente reorganiza a distribuição dos infratores na sociedade de modo a atrasar a retomada do crime e, assim, diminuir a taxa de criminalidade. Segundo Malcolm M. Feeley, "A incapacitação é, então, para a penologia o que a arbitragem é para os investimentos: um método de capitalização de deslocamentos mínimos no tempo; e, tal como a arbitragem, tem uma relação reduzida com o objetivo normativo de aumentar o valor dos seus objetos". Tal como um investidor analisa os perfis de risco de várias oportunidades de investimento para fazer escolhas que tenham o melhor retorno, a sociedade procura identificar infratores de alto risco e investir na sua prisão a longo prazo.